# Mindenhol jó, de miért vagy otthon?
A Mindenhol jó, de miért vagy otthon? (eredeti cím: There's No Disgrace Like Home) a negyedik Simpson család epizód. Az epizód produkciós kódja: 7G07. Amerikában 1990. január 28-án mutatták be. Magyarországon 1998. szeptember 16-án mutatta be a TV3 Az epizódot Al Jean és Mike Reiss írta, valamint Gregg Vanzo és Kent Buttersworth rendezte.

## Tartalom
Az epizód egy munkahelyi fogadáson történt botránnyal kezdődik. Homer elviszi családját egy munkahelyi fogadásra, főnökéhez, Mr. Burns-höz. A kegyetlen, zsarnoki Burns kirúgja azokat, akik nem érzik jól magukat. Homer meglát egy másik családot, akik egymást szeretik és tisztelik. Saját családjában azonban csalódnia kellett. Ez az első alkalom, hogy Marge-ot inni láthatjuk.
Hazafelé menet a Simpson család a többi utcabelivel összehasonlítja magát. Az ablakon bekukucskálva boldog, békés családokat látnak. Homer, mivel nagyot csalódott saját családjában, ezért elment Moe kocsmájába, ahol a TV-ben megpillantja dr. Marvin Monroe családterápiás központját. Mivel dupla pénzvisszafizetési-garancia van, abban az esetben, ha a kezelés sikertelen lenne, ezért Homer a családjával együtt jelentkezik a terápiára. Homer eladja a TV-t, hogy ki bírja fizetni a kezelés költségét.
Mikor az alapvető kezelések kudarcot vallanak, dr. Monroe sokkterápiát alkalmaz. Egy elektromos berendezés segítségével megrázhatják a másikat, aki iránt dühöt éreznek. Miután ez a kezelés is botrányos kudarcba fullad, az orvos visszaadja a terápia költségének dupláját, 500 dollárt, amiből a család vett egy új TV készüléket.